# Епитафия
Епитафията (на гръцки: ἐπιτάφιος, „надгробен“) е кратко слово, изсичано на надгробната плоча на починал човек, което сбито преразказва живота му, като възхвалява неговите добродетели.
Често епитафията е в стихотворна форма, но за целта могат да служат и цитати от Светото писание, както и афоризми. Нерядко надгробните надписи припомнят на живите за тяхната тленност. За много поети, писатели, учени е известно, че приживе сами са измислили своите лични епитафии.
Въпреки че класическата епитафия е панегиричен жанр, тя впоследствие навлиза и в сатиричната поезия като разновидност на епиграмата. Сатиричните епитафии имат за цел да осмеят иначе живите хора, на които са посветени, или типични черти на обществото. Такива сатирични епитафии са писали много български поети, сред които Ботев, Вазов, Ст. Михайловски, Смирненски, В. Ханчев.

## Известни епитафии
Незнайният воин в София
Епитафията на Паметника на Незнайния воин в София, България, е
"Българийо, за тебе те умряха,
една бе ти достойна зарад тях,
и те за теб достойни, майко, бяха."
Това е стих от „Новото гробище на Сливница“ от Иван Вазов.
Лудолф ван Цойлен
Епитафията на гроба на немския математик Лудолф ван Цойлен е 3.14159265358979323846264338327950288.... Това са първите 35 знака след запетаята от числото Пи, които ван Цойлен успял да пресметне. В негова чест пи понякога е наричано „лудолфово число“.
Паул Ердьош
Ексцентричният унгарски математик Паул Ердьош, известен с тънкото си чувство за хумор, сам измислил своята епитафия: „Vegre nem butulok tovabb“ („Най-сетне ще престана да оглупявам“).
Якоб Бернули
Приживе Якоб Бернули се занимавал с изследвания на логаритмичната спирала и толкова бил поразен от инвариантите ѝ свойства (наричал я чудна спирала, spira mirabilis), че пожелал тя да бъде изсечена на гроба му с надписа „Eadem mutata resurgo“ („Променена, възкръсвам предишната“).
Александър Македонски
Епитафията на гроба на Александър Македонски е „ТОЗИ ГРОБ СЕ ОКАЗА ДОСТАТЪЧЕН ЗА ТОЗИ, НА КОГОТО НЕ ДОСТИГАШЕ ЦЯЛАТА ВСЕЛЕНА“.
Джон Кийтс
Последното желание на английския поет Джон Кийтс е на надгробния му камък да пише: „Тук лежи този, чието име е написано във водата“.
Уилям Шекспир
На гроба на английкия поет и драматург Уилям Шекспир пише: „Good friend, for Jesus' sake forbear, to dig the dust enclosèd here. Blest be the man that spares these stones, And curst be he that moves my bones.“ (В превод: „Блажен да бъде, който тоз камък не отлости. Проклет – който помести изтлелите ми кости“).
Имануел Кант
На могилата на философа в двора на Кьонигсбергската катедрала пише:| „ | Две неща изпълват моята душа с ново и нарастващо удивление и благоговение, като преди всичко мислим за тях – звездното небе над мене и моралният закон в мене. | “ |